# Park Yeon
Park Yeon (박연, 朴堧, 1378-1458) est un musicien coréen de la période de Joseon qui a adapté la musique de la cour à la nouvelle philosophie confucéenne, en particulier le yeak, les bonnes manières et la musique. Son nom de plume était Nangye.

## Biographie
Park Yeon est né en 1378 à Yeongdong dans une famille de hauts fonctionnaires. Il apprend à maitriser le piri, le bipa et le geomungo puis passe le concours des hauts fonctionnaires à 28 ans. Il finit par être chargé de l'éducation du prince héritier, Sejong le Grand, qui le charge des affaires liées à la musique une fois devenu roi et lui demande de renouveler la musique des rituels de la cour, une tâche qui l'occupe de 1424 à 1433. 
En 1453, son fils est exécuté pour s'être opposé à un coup d'état et Park Yeon est renvoyé à Yeongdong. 